# Justin Hausherr
Pour les articles homonymes, voir Faget (homonymie).
Justin Hausherr, né le 25 novembre 1912 à Eguisheim et décédé le 10 juillet 1992 à Colmar, est un homme politique français.

## Biographie
Il est conseiller général du canton de Colmar-Nord de 1958 à 1976 et adjoint au maire de Colmar.
Il est élu député Réformateur - Centre démocrate de la 1re circonscription du Haut-Rhin lors du second tour des élections législatives du 11 mars 1973.
Il intervient lors des débats parlementaires sur la loi Veil, notamment le 28 novembre 1974, juste avant l'incident provoqué par Emmanuel Hamel.